# Matka Boża Trzydziestu Trzech
Matka Boża Trzydziestu Trzech (hiszp.Virgen de los Treinta y Tres, nazywana również Wyzwolicielką Urugwaju) – święta patronka Urugwaju reprezentowana przez figurkę Matki Bożej Niepokalanie Poczętej, znajdującą się w bazylice katedralnej w mieście Florida w Urugwaju. Święto Matki Bożej Trzydziestu Trzech przypada na 8 listopada, natomiast jest uroczyście obchodzone w drugą niedzielę listopada.

## Opis
Figurka mierzy ok. 36 cm i wykonana jest z drewna cedrzyka. Jest to barokowe przedstawienie Niepokalanego Poczęcia Najświętszej Maryi Panny (podobne do wizerunków znanych z obrazów autorstwa Bartolomé Estebana Murillo, a nawiązujące do Niewiasty obleczonej w słońce z Apokalipsy św. Jana (Ap 12,1)). Maryja ma złożone ręce, ubrana jest w złotą suknię oraz płaszcz z wierzchu niebieski, od spodu biały, na głowie ma biały welon, stoi na sierpie księżyca, u Jej stóp znajdują się głowy trzech aniołów ze skrzydełkami oraz obłoki i gwiaździste niebo. Szaty Maryi są obficie pofałdowane i zdają się poruszać na wietrze. Kolory szat Maryi odpowiadają barwom znajdującym się na fladze Urugwaju.

## Historia
Figurka pochodzi z I połowy XVIII wieku, prawdopodobnie jest dziełem Guarani wykonanym w jednym z warsztatów jakie prowadzili jezuiccy misjonarze w Paragwaju. Rzeźba trafiła przed rokiem 1779 do Pintado, a później w 1809 roku, wraz z przenoszącymi się mieszkańcami, do Floridy.
Nazwa figury wiąże się z wydarzeniami wojny wyzwoleńczej z Brazylią. W dniu 19 kwietnia 1825 roku grupa urugwajskich patriotów tzw. Trzydziestu Trzech Orientalczyków przekroczyła rzekę Urugwaj i rozpoczęła walkę o wyzwolenie kraju. Natomiast 25 sierpnia 1825 roku proklamowano niepodległość Urugwaju, w tym dniu przed figurą Matki Bożej we Floridzie modlili się zgromadzeni ludzie wraz z większością grupy Trzydziestu Trzech Orientalczyków. Od tej pory figurę tę zaczęto nazywać Matką Bożą Trzydziestu Trzech. W 1857 r. jeden z Trzydziestu Trzech, Manuel Oribe, podarował złotą koronę dla Matki Bożej jako wotum dziękczynne za ocalenie jego i jego rodziny z katastrofy statku. Korona ta jest nieproporcjonalnie duża dla wizerunku. Kolejna korona była darem urugwajskich kobiet w 1925 roku.
Pierwsza narodowa pielgrzymka do Matki Bożej Trzydziestu Trzech odbyła się 15 sierpnia 1908 roku.
Biskup Humberto Tonna Zanotta poprosił papieża o koronację wizerunku. Jan XXIII wydał na nią zgodę 8 marca 1961 roku. Figura została uroczyście ukoronowana podczas listopadowych obchodów jej święta. Dnia 21 listopada 1962 roku papież Jan XXIII ogłosił Matkę Bożą Trzydziestu Trzech patronką Urugwaju.
25 sierpnia 1975 roku bazylika katedralna we Floridzie oraz wizerunek Matki Bożej Trzydziestu Trzech zostały uznane za narodowe zabytki historyczne (Monumento Histórico Nacional).